# 2형 보병전차 A12 마틸다 2
2형 보병전차 A12 마틸다 2(Tank, Infantry, Mk II, Matilda II (A12))는 제2차 세계 대전에 사용된 영국의 보병 전차이다.

## 개발
마틸다 1호와 기본적인 목적에는 차이가 없으나 40mm 2파운드포가 추가되었고 기동성이 좀 더 좋아졌다. 1937년 승인을 받고 1938년부터 시급하게 생산에 들어갔다. 1942년까지 총 약 3000대가 생산되었으며 2차세계 대전 발발후 대부분 프랑스 전투나 북아프리카 전선에만 배치되었다. 마틸다는 37mm Pak36 대전차포에는 관통되지 않는 두꺼운 장갑을 지니고 있었고, 이는 프랑스 전투 당시 독일 전차병들에게 마틸다에 대한 공포를 유발시켰다. 이후 북아프리카에서 많은 활약을 했으며 엘알라메인 전투에서 특히 많은 활약을 했다. 랜드리스에 의해 소비에트 연방에도 대량으로 공여되었으나 당시 1943년에는 활약을 기대하기 힘들었고 성능이 낮아 적군 전차에 자주 격파되었다.

## 제원
전장은 5.61m, 전폭은 2.59m이며 무게는 26.9t으로 가벼운 편이다. 무장은 2파운드 포와 7.92mm 기관총 1정이 있다. 최대속도는 24km/h로 여느 전차들과 비교했을 때 느린 편이나 보병과 함께 움직이기에 빠를 필요가 없었다.

## 파생형
마틸다 2호의 파생형으로는 주 무장을 3인치 포로 교체한 CS형 외에, 지뢰 처리 차량과 CDL 차량 등이 개발되었다.

## 같이 보기
- 1형 보병전차 A11 마틸다 1
- 영국 전차의 역사